# Guêpière (Kleidung)
Die Guêpière (von französisch guèpe „Wespe“) ist ein Taille und Hüften umschließender, korsettähnlicher Miedergürtel, der die durch den New Look Christian Diors Ende der 1940er Jahre propagierte enge Wespentaille hervorbrachte. Die Guêpière wurde 1942 von dem französischen Modedesigner Marcel Rochas entwickelt.
Vom ähnlich gebauten Torselett unterscheidet es sich durch den ausgeprägten Hüftknick, der ein wesentliches Merkmal der für den New Look typischen Silhouette war.